# FK Šiauliai
FK Šiauliai (lit. Futbolo Klubas Šiauliai) – litewski klub piłkarski z siedzibą w Szawlach, działający w latach 2004–2016.

## Historia
Chronologia nazw:
- 1995-2003: KFK Šiauliai
- 2004-2013: FK Šiauliai
- od 2014: FC Šiauliai

Klub został założony w 1995 jako KFK Šiauliai. W wyniku rozpadu KFK w 2003 roku, piłkarska i koszykarska sekcja klubu zakończyła działalność. W 2004 powstał nowy zespół o nazwie FK Šiauliai, który tego samego roku rozpoczął zmagania na drugim poziomie rozgrywek w 1 Lydze.
Klub nie otrzymał licencji na występy w najwyższej klasie rozgrywkowej w sezonie 2016 i finalnie został rozwiązany.

## Upadek i rozwiązanie klubu
Problemy zaczęły się jeszcze w 2015 roku gdy klub popadł w poważne kłopoty finansowe. Wówczas badano również prawidłowość przebiegu meczów Šiauliai, śledztwo jednak nic nie wykazało. Zarząd rozpoczął poszukiwania  potencjalnych inwestorów. Nie były jednak one wystarczająco skuteczne. Wprawdzie w styczniu 2016 roku zawodnicy stawili się na treningi, jednak 1. lutego 2016 oficjalnie ogłoszono, że FK Šiauliai nie zagra w A Lydze. Stało się tak, ponieważ klub zadecydował, że bez sponsora generalnego nie wystartuje w najwyższej klasie rozgrywkowej Litwy. Finalnie okazało się, że FK Šiauliai całkowicie zakończyło swoją działalność i przestało istnieć. 
Grający w 2019 roku w 1 Lydze (drugi poziom rozgrywek) zespół FA Šiauliai nie kontynuuje tradycji FK, zatem nie należy łączyć działalności obydwu podmiotów ze sobą. FA Šiauliai powstało w 2007 roku, zatem jeszcze w czasach istnienia FK.

## Rezerwy
Druga drużyna rywalizowała w lidze rezerw w latach 2007-2012. Największym sukcesem jest 3. miejsce zajęte w tych rozgrywkach w 2010 roku.
- Trzecia drużyna

Trzeci zespół FK Šiauliai według danych grał w 2005 roku na czwartym poziomie rozgrywek w III Lydze (strefa Północ). Zajął wówczas 5. miejsce w ligowej tabeli.

## Znani zawodnicy
- Giedrius Arlauskis (2005-2008)
- Mantas Kuklys (2006-2010)
- Artūras Rimkevičius (2011-2012)
- Vaidas Šilėnas (2006-2010)
- Tomas Kančelskis (2009-2010)

## Sukcesy i trofea
- Puchar Litwy
  - Wicemistrzowie (1): 2012/2013
- 1 Lyga
  - Mistrzowie (1): 2004

## Europejskie puchary
Legenda do wszystkich tabel:
- Q – runda eliminacyjna, 1/16, 1/8, 1/4, 1/2 – odpowiednia faza rozgrywek, Grupa – runda grupowa, 1r gr – pierwsza runda grupowa, 2r gr – druga runda grupowa, F – finał, R – runda, PO – play-off
- k. – rzuty karne, los. – losowanie, Dogr. – dogrywka, w. – zasada bramek strzelonych na wyjeździe

| Sezon   | Rozgrywki   | Runda | Klub            | Dom | Wyjazd | Ogólnie |
| ------- | ----------- | ----- | --------------- | --- | ------ | ------- |
| 2010/11 | Liga Europy | 2Q    | Wisła Kraków    | 0–2 | 0–5    | 0–7     |
| 2012/13 | Liga Europy | 1Q    | Levadia Tallinn | 2–1 | 0–1    | 2–2, w. |